# 다크 파워
《다크 파워》(Segreto Di Stato, State Secret)는 이탈리아에서 제작된 주세페 페라라 감독의 1995년  영화이다. 마시모 다포르토 등이 주연으로 출연하였고 루치아노 마르티노 등이 제작에 참여하였다.

## 출연

### 주연
- 마시모 다포르토
- 안토넬로 파사리

### 조연
- 마시모 기니
- 아달베르토 마리아 멀리
- 이사벨 루시노바
- 아드리아나 루소
- 토니 스페란데오